# Adam Śmigielski
Adam Śmigielski, född 1635, död 1716, var en polsk militär.
Śmigielski deltog under Johan III Sobieski i fälttåget till Chotin 1673, blev starost i Gniezno och utmärkte sig under Karl XII:s polska krig. Han uppställde 20 rytterifanor och bidrog till kung August II:s seger i slaget vid Kalisz 1706, där han tog greve Józef Potocki med familj till fånga. Kärleken till dennes dotter Zofia förmådde honom dock att övergå till Stanisław I Leszczyńskis parti, som han tjänade till 1714, då han fick amnesti av August och drog sig till privatlivet. Hans krigiska äventyr gjorde honom mycket populär i polska sägner och folkvisor.